# Барс-каган

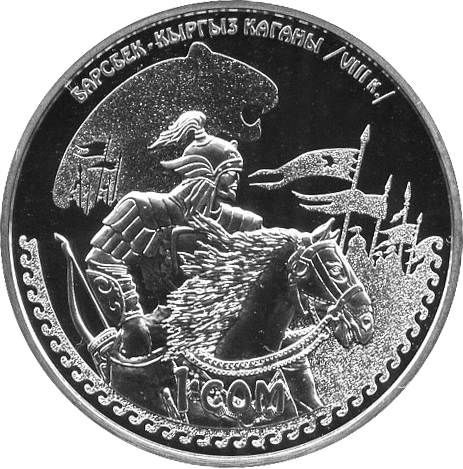
Барс-каган на пам'ятній монеті

Барс-каган/ Барсбек-каган (? — зима 710/711) — правитель єнісейських киргизів у Хакасько-Мінусинській котловині. Мав титул бека, проте прийняв титул, котрий символізував абсолютний суверенітет його володінь як держави, — каган.

## Життєпис
Через зростання воєнного потенціалу киргизів правителі Другого тюркського каганату були змушені погодитися з становленням держави киргизів та визнати Барс-бека каганом.
Жінкою Барс-кагана (Пізніше він взяв собі ім'я Инанчу Алп Більге) стала дочка Ільтерес-кагана — молодша сестра Кюль-тегіна і Могіляна.
Зовнішня політика Барс-кагана була направлена на становлення закріплення незалежності каганату у майбутньому. Він вступив в коаліцію з табгачами і тюргешами, направлену проти Другого тюркського каганату. Через це тюрки побачили в ньому запеклого ворога; У 710/711 рр. вони пішли у похід на киргизів.
Воєнна експедиція під керівництвом Тоньюкука, Кюль-тегіна і Могіляна в важких умовах тодішньої зими перейшла Західні Саяни і непомітно ввійшла в долину річки Ани). Було проведено дві битви; У другій тюрки вбили Барс-кагана в долині річки Сон.
Діти Барс-кагана часто відвідували Китай з посольством киргизів.

## У народній культурі
Спираючись на пам'ятки орхоно-єнісейської письменності, вчені висловили думку про те, що Барс-каган міг стати прообразом епічного киргизького воїна Манаса.
С. Г. Кляшторний вважав, що пам'ятники «Алтин-кьоль I» и «Алтин-кьоль II» присвячені братам-близнюкам — синам померлого Барс-кагана.
У 2011 р. у місці Ош (Киргизстан) був встановлений пам'ятник Барсбеку-кагану.

## Інше
Династичний титул родини Барс-кагана — Умай-бег.